# Monte Tra le Serre
Il Monte Tra le Serre (1.560 m s.l.m) è una montagna dell'appennino abruzzese (Monti del Cicolano), posta nel territorio del comune di Fiamignano, sovrastante a nord l'Altopiano di Rascino, ad ovest il Colle Cornacchia e il Colle Saraceno e a sud-ovest il Monte Serra. È quasi interamente coperta di vegetazione su tutti i versanti.